# 9 (álbum de Virus)
9 es el noveno álbum de estudio de la banda argentina de rock Virus, lanzado en 1998 por el sello BMG Ariola Argentina.

## Historia
Luego de una ausencia en los escenarios de casi cuatro años, y un regreso triunfal ante más de 120 mil personas en La Plata, su ciudad natal, Virus retoma su actividad de presentaciones en Argentina y en varios países latinoamericanos.
En su regreso, se suma a las filas de la banda el tecladista Patricio Fontana, y si bien Mario Serra es de la partida en la vuelta, tiempo después decide abandonar el grupo para ser parte de la banda de Charly García. Es así que se incorpora al baterista Aitor Graña.
Con estas dos nuevas incorporaciones, más los miembros originales del grupo Marcelo Moura (voz), Julio Moura (guitarra), Daniel Sbarra (guitarra) y Enrique Muguetti (bajo), Virus vuelve al estudio de grabación.
Así, en 1998 editan "9", grabado en los Circle House Studios en Miami y masterizado en Absolute Audio, en Nueva York en ese mismo año.
El nombre del álbum surgió debido muchas coincidencias que tuvo la banda con el número "9", tal vez el ejemplo más contundente es que fue el noveno disco del grupo, luego de nueve años de no haber sacado nuevo material.
Aunque fue recibido fríamente por la prensa, y no tuvo mucha repercusión en su momento, con este trabajo Virus reafirma su vigencia, y una nueva generación de músicos reconoce a la banda como referentes. 
"9" se presentó en el teatro IFT, a mediados del año 1998.
Los cortes de difusión fueron América Fatal (que alcanzó los primeros puestos de varios rankings latinoamericanos, aunque sin pena ni gloria) y Extranjero. 
Ambos cortes de difusión fueron apoyados por videoclips (dirigidos por Virus y Mariano Mucci), que desfilaron en los principales canales de música latinoamericanos por aquellos años.

## Lista de canciones
| N.º   | Título                  | Música                                        | Escritor(es)                                     | Duración |  |
| 1.    | «Lucy»                  | Daniel Sbarra y Enrique Mugetti               | Daniel Sbarra y Enrique Mugetti                  | 5:04     |  |
| 2.    | «América fatal»         | Julio Moura, Daniel Sbarra y Patricio Fontana | Enrique Mugetti, Marcelo Moura y Ricardo Bozzini | 4:56     |  |
| 3.    | «Cuando yo desespere»   | Julio Moura                                   | Marcelo Moura y Ricardo Bozzini                  | 5:16     |  |
| 4.    | «No caigas bajo el sol» | Julio Moura                                   | Marcelo Moura y Ricardo Bozzini                  | 5:26     |  |
| 5.    | «Cuervos»               | Julio Moura y Enrique Mugetti                 | Marcelo Moura y Ricardo Bozzini                  | 4:36     |  |
| 6.    | «Extranjero»            | Daniel Sbarra y Enrique Mugetti               | Daniel Sbarra y Enrique Mugetti                  | 4:46     |  |
| 7.    | «Mirada speed»          | Julio Moura                                   | Federico Moura y Roberto Jacoby                  | 3:51     |  |
| 8.    | «Hielo en el alcohol»   | Enrique Mugetti y Aitor Graña                 | Marcelo Moura y Ricardo Bozzini                  | 5:46     |  |
| 9.    | «Aitxeitxte»            | Enrique Mugetti y Aitor Graña                 | Daniel Sbarra y Marcelo Moura                    | 5:08     |  |
| 10.   | «No soporto más»        | Julio Moura y Daniel Sbarra                   | Marcelo Moura y Ricardo Bozzini                  | 5:14     |  |
| 11.   | «Desayuno para un rey»  | Julio Moura y Patricio Fontana                | Marcelo Moura y Ricardo Bozzini                  | 5:57     |  |
| 55:08 |                         |                                               |                                                  |          |  |

## Músicos
Virus
- Marcelo Moura: Voz
- Julio Moura: Guitarras
- Daniel Sbarra: Guitarras
- Enrique Mugetti: Bajo
- Aitor Graña: Batería
- Patricio Fontana: Teclados, sintetizadores

Músicos invitados
- Manuel Castrillo: Bongos, Congas y Cencerro
- Ed Calle: Saxofón
- Dana Teboe: Trombón
- Tony Concepción: Trompetas y solo de Fliscorno en "No Caigas Bajo el Sol"
- Víctor Gómez: Coros

## Créditos
Créditos adaptados de las notas de 9.
- Ingeniero de Grabación: John "JT" Thomas, en Circle House Studios (North Miami, Florida, U.S.A.)
- Asistentes: Frank Gonzalez y Juan Rosario
- Ingeniero de Mezcla: Dave O'donell, en Circle House Studios (North Miami, Florida, U.S.A.)
- Asistente: Juan Rosario
- Mastering: Jim Brick en Absolute Audio (New York, NY, U.S.A.)
- Arte: Oldenburg / PQ
- Fotografías: Sol Lopatin
- Producido por: Virus
- Dirigido por: Luis D'artagnan Sarmiento
- Producción ejecutiva: Rubén Parra

AGRADECIMIENTOS
Abel Casanelli (Idea de Mirada Speed), Magdalena León, Omar Migliore, Pablo y Gabriel Liberatori, Roberto López, Christian Coronel, a toda la gente de "Inner Circle", Scott Summers, Leandro Pérez, Pablo Silberstein, Charly D'Ambrosio, Silvia Sassone, Señora Lita, Flori Martínez, Sebastián Mondragón y Víctor Gómez. Los pelos son de Cyril Blaise. Agradecimiento especial a Oscar López, BMG Ariola México.